# Hess Corporation
Hess Corporation – amerykańskie przedsiębiorstwo operujące w branży petrochemicznej z siedzibą w Nowym Jorku. Firma zajmuje się wydobyciem, transportem i handlem ropą naftową, gazem płynnym i ziemnym.
Zakłady produkcyjne Hess Corporation znajdują się w Stanach Zjednoczonych, Danii, Gwinei Równikowej, Malezji, Norwegii oraz we wspólnej strefie wydobywczej Tajlandii i Malezji. Przedsiębiorstwo zaangażowane jest też w wydobycie w Kanadzie, Chinach, Gujanie, Kurdystanie, Australii, Ghanie, Algierii, Libii i innych, gdzie Hess Corporation posiada mniejszościowe udziały w projektach.
W 2014 roku przedsiębiorstwo dziennie wydobywało na całym świecie 220 tys. baryłek ropy naftowej, 24 tys. baryłek gazu płynnego oraz około 15,7 tys. metrów sześciennych gazu ziemnego. 51% rezerw firmy znajdywało się w Stanach Zjednoczonych.
W 2014 roku Hess Corporation zlikwidowało swój segment detaliczny, sprzedając między innymi 1350 stacji paliw.
Spółka zgodziła się na przejęcie przez konkurencyjną firmę naftową Chevron w październiku 2023 roku, a przejęcie zostało zamknięte w lipcu 2025 roku.